# Восстание «вольных стрелков»

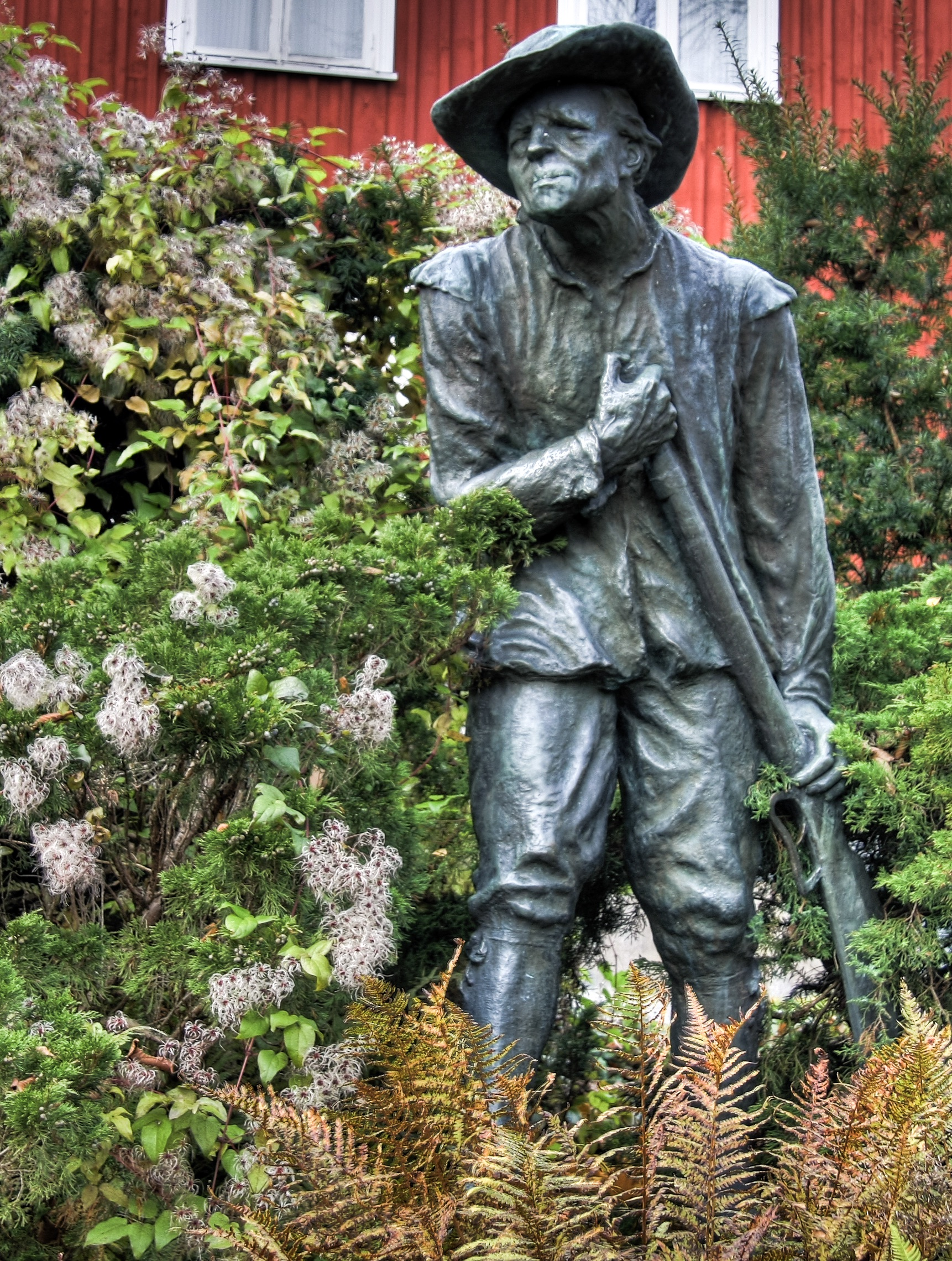
Статуя «Вольный стрелок» работы А. Эббе в историко-краеведческом парке Хеслехольма

Восстание «вольных стрелков»  — вооружённое восстание против шведского владычества в областях Сконе, Блекинге и Халланд, вспыхнувшее во время датско-шведской войны 1675—1679 годов.

## «Снаппхане»
Причиной восстания было недовольство многих жителей Сконе, Блекинге и Халланда политикой шведских королей в недавно присоединенных к Швеции южных провинциях. Нарушение традиционного самоуправления, «шведизация» руками северной администрации, разрыв многовековых связей с Данией болезненно воспринимались местным населением. В итоге, когда вспыхнула война между Данией и Швецией, симпатии многих южан, прежде всего сконцев, оказались именно на стороне Дании.
Стихийно возникшие отряды повстанцев («вольные стрелки», «снаппхане») действовали, используя партизанскую тактику, в некоторых случаях полностью самостоятельно, иногда опираясь на помощь датских кавалерийских отрядов. Чаще всего их вылазки представляли собой нападения на шведских фуражиров, уничтожение отставших от войска солдат или небольших отрядов. Однако иногда «вольные стрелки» предпринимали и более крупные акции — например, в 1678 году отряд «вольных стрелков» захватил укреплённый пункт Хёньярум. Другой крупной их акцией был захват обоза, перевозившего военную казну. «Вольные стрелки» существенно дестабилизировали шведский тыл во время военных действий, и шведские военачальники принимали решительные и часто жестокие меры чтобы пресечь движение. Однако на всём протяжении Сконской войны этого сделать так и не удалось. Мало того, насилия власти, грабежи жителей шведскими солдатами раздражали население ещё больше, заставляя его поддерживать «снаппхане».
Сопротивление шведской власти в южных областях не прекратилось даже после того, как между Данией и Швецией был заключён Лундский мир, окончательно закрепивший Сконе, Блекинге и Халланд за Швецией. Основным очагом «вольных стрелков» служило Сконе. Подавляя движение, шведские войска и администрация прибегали к крайне жестоким мерам. Всех схваченных «снаппхане» публично казнили, иногда при помощи колесования, для устрашения тела несколько дней запрещали снимать и хоронить. Применялся также метод коллективной ответственности — за убитого шведского солдата казнили какое-то количество жителей села, где произошло убийство. Дворы, хутора и имения, принадлежавшие «снаппхане», сжигались, в непокорных сёлах ставились на постой шведские гарнизоны. Наконец, жителей принудительно приводили к присяге на Библии шведскому королю. Но даже при помощи подобных мер потребовалось несколько лет, чтобы привести Сконе к полной покорности.

## Образ «снаппхане»
В течение долгого времени к участникам движения в шведской литературе культивировалось подчёркнуто презрительное отношение — символом его служила сама изначально пренебрежительная кличка «снаппхане» (snapphane — разбойник, мародёр). Акцент шведскими историками делался на том, что движение инспирировалось датчанами и потому было «изменническим», состояло в разбое, мародёрствах, убийствах шведских солдат «из-за угла» и т. д. Но по мере роста регионалистских настроений в Европе, в том числе и в Швеции, образ «снаппхане» значительно изменился. В самом Сконе появились публикации, освещавшие движение «вольных стрелков» с точки зрения местного сконского патриотизма. В них указывалось на широкую народную поддержку движения, нарушение шведскими властями древнего самоуправления Сконе, произвол и жестокость в отношении его населения. Отражением этого нового образа «снаппхане» как защитника простых сконцев стали памятники «вольным стрелкам», туристические маршруты "дорогами «снаппхане» и пр.

## В кино
- Snapphanar (1941)
- Вольные стрелки (Snapphanar, 2006)